# Mesochorus basilewskyi
Mesochorus basilewskyi là một loài tò vò trong họ Ichneumonidae.